# Castelo Floors

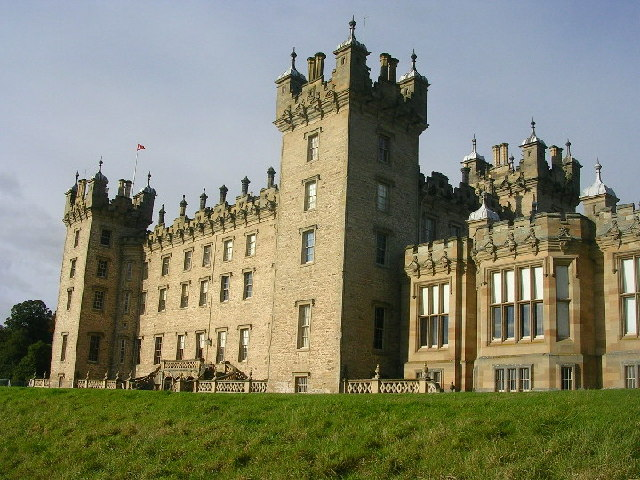
Castelo Floors, Escócia

O Castelo Floors (em inglês:  Floors Castle) é um castelo do século XVIII localizado em Kelso, Scottish Borders, Escócia.

## História
Até à Reforma, a Abadia de Kelso pertenceu ao estado; depois disso o rei Jaime VI doou a um dos seus favoritos, Robert Ker de Cessford, que mais tarde tornou-se Conde de Roxburghe. Os Ker mantiveram-se uma força poderosa na política e o 5º Conde foi fundamental na União dos Parlamentos em 1707. Como recompensa, foi-lhe atribuído o título de 1º Duque de Roxburghe nesse ano. Para mostrar o seu novo status, o trabalho começou numa nova residência em 1721, transformando a antiga torre numa mansão estilo georgiana.
William Adam foi o arquiteto responsável pelo desenho e construção da nova mansão, pensa-se que o Duque tenha influenciado o resultado final.
Por volta de 1837, o castelo foi significativemente remodelado a pedido do 6º Duque, que pediu a William Henry Playfair para redesenhar o castelo. Foi devido a Playfair que rapidamente a mansão ganhou um traço distintivo no belíssimo vale de Tweed.
Encontra-se classificado na categoria "A" do "listed building" desde 16 de março de 1971.
O castelo serviu de locação para o filme "Greystoke - A Lenda de Tarzan, o Rei da Selva" (1984).